# Serhiï Fedorov
Pour les articles homonymes, voir Fedorov.
 Serhiy Fedorov, en ukrainien, Федоров Сергій Владиславович, né le 18 février 1975 à Kiev, est un footballeur international ukrainien. Il a joué au poste de défenseur avec l'équipe d'Ukraine et le Dynamo Kiev.

## Carrière

### En club
- 1997-2006 : Dynamo Kiev -  Ukraine
- 2007-jan.2009 : Dynamo Kiev -  Ukraine
- jan.2009-2009 : Chernomorets Odessa -  Ukraine

### En équipe nationale
Il a eu sa première sélection internationale en 1999.
Fedorov aurait dû participer à la coupe du monde 2006 avec l'équipe d'Ukraine mais blessé, il a été remplacé par Oleksandr Yatsenko.
Il totalise à la fin de sa carrière internationale 29 sélections (1 but).

## Palmarès
- Champion d'Ukraine en 1999,  2000, 2001, 2003, 2004 et 2009
- Vainqueur de la coupe d'Ukraine en 1999, 2000, 2003, 2005, 2006